# 金沢高等学校
金沢高等学校（かなざわこうとうがっこう、英: Kanazawa High School）は、石川県金沢市泉本町にある男女共学の私立高等学校。星稜高校、遊学館高校とともに甲子園に複数回の出場経験がある。学校としては石川県下初の私立中学校（旧制）として開校した歴史がある。

## 設置学科
- 普通科
  - Sコース
  - 特進コース
  - 進学コース
  - スポーツコース（※2022年度より募集停止）

## 沿革
- 1928年（昭和3年）3月 - 私立中学校設立認可。4月財団法人金沢中学校開校。
- 1948年（昭和23年） - 学制改革により学校法人金沢高等学校となる。普通科が設置され、当初は男子校だった。
- 1956年（昭和31年）4月 - 商業科を併設。
- 1958年（昭和33年）4月 - 男女共学となる。
- 1959年（昭和34年） - 学校法人金沢高等学校が富山第一高等学校を設置（1962年に独立の学校法人となる。）
- 1984年（昭和59年）3月 - 商業科廃止。
- 2003年（平成15年）4月 - 2学期制実施。
- 2006年（平成18年）4月 - Sコース設置と同時にI類•II類をAコースに改称。
- 2008年（平成20年）4月 - 3学期制実施。
- 2012年   (平成24年）4月 - S•特進•進学•スポーツの4コースを開設。
- 2022年（令和4年）4月 - 普通科スポーツコース募集停止。

## 部活動

### 特定強化運動部
野球部
春の甲子園9回出場
- 1964年春（第36回） ベスト8
- 1966年春（第38回） ベスト8
- 1987年春（第59回）
- 1990年春（第62回） ベスト8
- 1993年春（第65回）
- 1994年春（第66回）1回戦の江の川戦で中野真博が完全試合を達成
- 2001年春（第73回）
- 2004年春（第76回）
- 2011年春（第83回）

夏の甲子園13回出場
- 1962年夏（第44回）
- 1978年夏（第60回）
- 1980年夏（第62回）
- 1987年夏（第69回）
- 1988年夏（第70回）
- 1993年夏（第75回）
- 1996年夏（第78回）
- 1997年夏（第79回）
- 2001年夏（第83回）
- 2003年夏（第85回）
- 2006年夏（第88回）
- 2008年夏（第90回）
- 2011年夏（第93回）
- 明治神宮野球大会（高校の部）で2度ベスト4（1992年、1993年）
  - 第9回AAAアジア野球選手権大会に3年生の釜田佳直選手が日本代表メンバーに選出される。金沢高等学校では初の選出選手。

バスケットボール部（男）
ウインターカップ出場15回
1990年、1992年、1993年、1995年、2003年、2004年、2005年、2006年、2007年、2010年、2011年、2013年、2020年、2021年、2022年
バスケットボール部（女）
ソフトボール部（女）
選抜大会11回出場
高校総体11回出場
陸上競技部（男・女）
剣道部（男・女）
柔道部（男・女）
サッカー部（男）
バレーボール部（女）

### 運動部
- バドミントン部（男・女）
- テニス部（男）
- テニス部（女）
- 卓球部
- バレーボール部（男）
- 水泳部
- 弓道部
- ハンドボール部（男）
- チアリーダー部
- 少林寺拳法同好会
- バトントワリング同好会（女）

### 文化部
- 吹奏楽部
- 新聞部
- 放送部
- コンピューター部
- 美術部
- 書道部
- 茶道部
- 科学部
- インターアクト部
- 英会話部
- 箏曲同好会
- 将棋同好会
- 合唱同好会
- 家庭同好会
- 探究同好会

## 学校行事
4月
- 入学式•新任式•始業式
- 遠足
- 前期生徒会役員選挙

5月
- スポーツテスト
- 1学期中間考査

6月
- 県高等学校総合体育大会
- 県高文連総合文化祭
- 1学期期末考査

7月
- 防災訓練
- 保護者懇談会
- 球技大会
- 終業式
- 夏季補習
- 吹奏楽部サマーコンサート

8月
- オープンスクール
- 始業式
- 修学旅行

9月
- 県高等学校新人体育大会(前期)
- 文化祭
- 体育祭

10月
- 後期生徒会役員選挙
- 2学期中間考査
- 創立記念を祝う会
- 学校創立を祝う日

11月
- いしかわ教育ウィーク(授業公開)
- 県高等学校新人体育大会(後期)
- 2学期期末考査

12月
- 保護者懇談会

1月
- 始業式
- 推薦入試

2月
- 一般入試
- 学年末考査
- 卒業式前表彰式

3月
- 卒業式
- 離任式•終業式

## 施設・設備
- 校舎

ＡからＦ棟の6棟となっている
- グラウンド

約5000平方メートルの人工芝が敷設されている
- 第一体育館

ウエイトトレーニング、体育の授業、集会、式典に使用されている
- 養心館

柔道、剣道、卓球などの体育の授業に使用されている
- 洗心館

和室、室内運動場が備えられている
- 駒谷記念球場

野球部の練習場
金沢高校の校長や理事長だった駒谷良雲の功績を称え名付けられた
- 野球部室内練習場

駒谷記念球場と別の野球部の練習場
- 泉本町グラウンド

女子ソフトボール部の練習場
- テニスコート

オムニコート5面
- 泉本町グラウンド

全天候型陸上競技場、テニス、ソフトテニスコート、弓道場併設
- 弓道場

集中力を高める弓道部に使用されている
- その他

男子学生寮（完全個室30室）やマイクロバスがある

## 所在地
〒921-8515 石川県金沢市泉本町三丁目111番

## アクセス
鉄道
- 北陸鉄道石川線 西泉駅
- IRいしかわ鉄道線 西金沢駅

路線バス
- 北鉄金沢バス「金沢高校前」停留所
- 北鉄金沢バス「西泉」停留所 徒歩3分
- 北鉄金沢バス「泉1丁目」停留所 徒歩10分

## 著名な出身者

### 野球
- 宮地惟友 - 元プロ野球選手
- 竹内洋 - 元プロ野球選手
- 堂上照 - 元プロ野球選手
- 笠間雄二 - 元プロ野球選手
- 寺西秀人 - 元プロ野球選手
- 中居殉也 - 元プロ野球選手
- 藤井優志 - 元プロ野球選手
- 高須洋介 - 元プロ野球選手
- 中林佑輔 - 元プロ野球選手
- 大松尚逸 - 元プロ野球選手
- 釜田佳直 - 元プロ野球選手
- 中野真博 - 社会人野球選手
- 松田康甫 - プロ野球選手（茨城アストロプラネッツ）
- 浅井純哉 - 同校野球部監督（1993年-2011年、1981年よりコーチ）。鵬学園高等学校野球部監督（2012年-2022年）
- 岩井大 - 第20回日本学生野球協会表彰選手（高校生の部）。同校野球部監督（2012年-2017年）。金沢学院大学附属中学校硬式野球部監督（2021年- ）

### 相撲
- 輪島大士 - 元大相撲力士、第54代横綱
- 大翔山直樹 - 元大相撲力士
- 大倭東洋 - 元大相撲力士

### 自転車
- 辻昌憲 - 元自転車競技選手、1964年東京オリンピック出場
- 小嶋敬二 - 競輪選手、バルセロナオリンピック出場
- 北野武史 - 競輪選手

### 芸能
- 田中美奈子 - モデル
- 加藤慎一 - ミュージシャン（ロックバンド『フジファブリック』ベース）
- 松井祐香里 - タレント(ほくりくアイドル部)

### その他
- 板倉美紀 - 競歩（バルセロナ・オリンピック代表）※石川県立寺井高等学校より転入学
- 坂井寛子 - 女子ソフトボール投手（アテネオリンピック銅メダリスト、北京オリンピック金メダリスト）
- 木田貴明 - プロバスケットボール選手
- 長野誠史 - プロバスケットボール選手
- 木島萌香（英語版） - アーティスティックスイミング（2020年東京オリンピック代表）
- 平山佐知子 - フリーアナウンサー、参議院議員
- 陣出達朗 - 小説家　※旧制金沢中学校
- 塗師祥一郎 - 洋画家　※旧制金沢中学校
- 鴨居玲 - 洋画家　※旧制金沢中学校